# Janusz Sługocki
Janusz Sługocki (ur. 14 lipca 1959 w Bydgoszczy) – polski prawnik, profesor nauk prawnych, nauczyciel akademicki Uniwersytetu Szczecińskiego, specjalności naukowe: prawo administracyjne, samorząd terytorialny.

## Życiorys
W 1982 ukończył studia prawnicze na Wydziale Prawa i Administracji Uniwersytetu Mikołaja Kopernika w Toruniu. W 1987 uzyskał stopień naukowy doktora nauk prawnych. W 1998 na podstawie dorobku naukowego oraz rozprawy pt. Pozycja prawnoustrojowa regionu. Dylematy regionalizacji otrzymał na Wydziale Prawa i Administracji Uniwersytetu Marii Curie-Skłodowskiej w Lublinie stopień doktora habilitowanego nauk prawnych w zakresie prawa, specjalność: prawo administracyjne. W 2007 prezydent RP nadał mu tytuł naukowy profesora nauk prawnych.
Po studiach był aplikantem w Państwowym Arbitrażu Gospodarczym. W latach 1985–1995 pracował w Wyższej Szkole Pedagogicznej w Bydgoszczy, od 1995 w Wyższej Szkole Pedagogicznej w Olsztynie. W 1999 został kierownikiem Zakładu Prawa Samorządu Terytorialnego w Instytucie Prawa i Administracji Wydziału Zarządzania i Administracji Uniwersytetu Warmińsko-Mazurskiego w Olsztynie, od 2000 pracuje na Uniwersytecie Szczecińskim, gdzie był kierownikiem Katedry Prawa i Postępowania Administracyjnego.
Został profesorem zwyczajnym Uniwersytetu Szczecińskiego w Instytucie Nauk Prawnych. Był nauczycielem akademickim w Warszawskiej Szkole Zarządzania – Szkole Wyższej, Państwowej Wyższej Szkole Zawodowej w Wałczu (Wydział Społeczno-Inżynieryjny; Instytut Administracji), Państwowej Wyższej Szkole Zawodowej im. Jakuba z Paradyża w Gorzowie Wielkopolskim i Kujawsko-Pomorskiej Szkole Wyższej w Bydgoszczy.